# シューマッツ
『シューマッツ』は、2003年4月から2005年3月まで青森朝日放送（ABA）で放送されていた夕方ワイド番組である。放送時間は毎週金曜 17:00 - 19:00 （日本標準時）。

## 概要
テレビ朝日発の全国ニュース『スーパーJチャンネル』を内包していた2時間生放送のワイド番組で、それまで同番組内で放送されていた『アルベナ情報局』に替わってスタートした。このリニューアルで週に1回の番組になったが、放送枠は18分から120分と大幅に拡大しており、『アルベナ情報局』とは逆に『スーパーJチャンネル』を内包する立場になった。
本番組の放送開始により、それまで月曜 - 金曜の帯で放送されていた『スーパーJチャンネルABA』は週4日間の放送に縮小した。そのため、ローカルパートでは同番組に代わって青森県内のニュースを伝えていた。ただし、重大事件の発生時には予定を変更し、『スーパーJチャンネル』17時台をフルネットした。
ニュースの見出しや名前などのテロップは雲のような形にデザインされており、当時他の自社製作番組には無かったフルCGのアニメーションが付けられていた。

## 出演者
特記の無い人物は全員ABAアナウンサー（後に離職した人物も含む）。

### ホストパーソナリティ
- 藤田亜希子

### パーソナリティ
- 対馬孝之
- 八木里美
- 川井綾子
- 増田明美

### 中継リポーター
- 武田真紀
- 下田武史
- 石塚絵里子（当時ABA専属パーソナリティ）

## コーナー
スペシャル シューマッツ
青森県内にあるグルメスポットや施設からの生中継を行っていたコーナー。
トクセン シューマッツ
日本各地から取り寄せた食材や銘菓を紹介し、それらを視聴者プレゼントにしていたコーナー。視聴者からのファックスによる応募を受け付けていた。
ビストロ シューマッツ
様々な料理のレシピを紹介していたコーナー。『アルベナ情報局』が行っていた「奥サマモウイッピン」のリニューアル版。
ほっと シューマッツ
東北地方にある温泉を紹介していたコーナー。『スーパーJチャンネルABA』が行っていた「しあわせの温泉」のリニューアル版。
シューマッツ エンタ
週末に観ておきたいおすすめ映画を藤田亜希子が紹介していたコーナー。
シューマッツ ライフ
『アルベナ情報局』が行っていたインフォマーシャルコーナーのリニューアル版。
シューマッツ ジャーナル
最新ニュースを伝えていたコーナー。
シューマッツ ウェザー
週末の天気予報を伝えていた18時台後半のコーナー。青森市新町通り（青森駅近く）にあるパサージュ広場からの生中継。
破れ、心のペルソナ
視聴者の悩みを解決するコーナー。
ウイークエンド北東北
秋田朝日放送、岩手朝日テレビとの交流コーナー。